# Wapanucka, Oklahoma
Wapanucka, Oklahoma (енгл. Wapanucka) град је у америчкој савезној држави Оклахома.

## Демографија
По попису из 2010. године број становника је 438, што је 7 (-1,6%) становника мање него 2000. године.
| Група             | 2000.       | 2010.       |
| Белци             | 315 (70,8%) | 314 (71,7%) |
| Афроамериканци    | 0 (0,0%)    | 1 (0,2%)    |
| Азијати           | 1 (0,2%)    | 3 (0,7%)    |
| Хиспаноамериканци | 35 (7,9%)   | 33 (7,5%)   |
| Укупно            | 445         | 438         |